# Bramwell (Virgínia Ocidental)
Bramwell é uma cidade  localizada no estado norte-americano de Virgínia Ocidental, no Condado de Mercer.

## Demografia
Segundo o censo norte-americano de 2000, a sua população era de 426 habitantes. 
Em 2006, foi estimada uma população de 409, um decréscimo de 17 (-4.0%).

## Geografia
De acordo com o United States Census Bureau tem uma área de 
1,5 km², dos quais 1,5 km² cobertos por terra e 0,0 km² cobertos por água. Bramwell localiza-se a aproximadamente 686 m acima do nível do mar.

## Localidades na vizinhança
O diagrama seguinte representa as localidades num raio de 12 km ao redor de Bramwell. 